# Eero Böök
Eero Böök (ur. 9 lutego 1910 w Helsinkach, zm. 7 stycznia 1990) – fiński szachista, arcymistrz od 1984 roku.

## Kariera szachowa
W latach 1931–1963 siedmiokrotnie zdobył medale w mistrzostwach Finlandii, w tym 6 razy (1931, 1934, 1935, 1936, 1946, 1963) złote. Pomiędzy 1935 a 1960 rokiem sześciokrotnie wystąpił na szachowych olimpiadach (w tym 3 razy na I szachownicy), łącznie rozgrywając 86 partii i zdobywając 46½ pkt. Największy indywidualny sukces osiągnął w roku 1947, dzieląc I-II miejsce (wraz z Göstą Stoltzem) w turnieju strefowym w Helsinkach i kwalifikując się do pierwszego w historii turnieju międzystrefowego, który rozegrany został w roku 1948 w Saltsjöbaden. W turnieju tym zaprezentował się bardzo dobrze, dzieląc wraz Vasją Pircem i Svetozarem Gligoriciem XI-XIII miejsce. Do innych znaczących turniejowych osiągnięć należy zwycięstwo w Helsinkach w roku 1935 (przed Paulem Keresem) oraz II miejsce w Krakowie w roku 1959 (za Wiktorem Korcznojem).
Böök był również autorem szachowych książek, poświęconych debiutom, grze środkowej, grze kombinacyjnej oraz komentowanym partiom. Wydał m.in. Shakkipelin oppikirja (1936-1937), Ottelut Suomen shakkimestaruudesta (1934), Shakkistrategiaa ja -taktiikkaa. kokoelma pelejäni VV 1928-42 (1945), 120 lyhyttä loistopeliä (1949) oraz Mestarin mietteitä (1985, ISBN 951-95916-0-5).
W roku 1950 otrzymał tytuł mistrza międzynarodowego, natomiast w 1984, za osiągnięcia z przeszłości, Międzynarodowa Federacja Szachowa przyznała mu honorowy tytuł arcymistrza.